# ㄲ
ㄲ (reviderad romanisering: ssanggiyeok, hangul: 쌍기역) är en av fem dubbelkonsonanter i det koreanska alfabetet. Den består av två stycken ㄱ.